# Sort sol
|  | Sort Sol er også navnet på et dansk rockband, se Sort Sol (band) |
Sort sol er et naturfænomen, der kan ses forår og efterår, når stære på træk samles i store flokke for overnatning, f.eks. i Tøndermarsken i det sydvestlige Danmark. Lige før stærene går ned på jorden for natten, danner de store flokke mønstre på himlen, der næsten formørker solen, heraf navnet sort sol.
Sort sol kan også opleves uden for marsken, men ikke i så udpræget grad. Fænomenet, der varer i omkring tyve minutter, ender normalt senest en time efter solnedgang, når stærene har sat sig til ro i tagrørene.

## Træk
Stærene, der ses i marsken er trækfugle, der forår og efterår er på vej til eller fra Skandinavien, Finland og Rusland, hvor de yngler. Stæren kommer til marsken for at æde stankelbens- og gåsebillelarver, som findes i store mængder i de fugtige græsarealer. Om dagen søger de især føde i de ydre kroge af Tøndermarsken, mens de om natten sover på tagrørene. Overnatningsområderne flyttes ofte, sandsynligvis på grund af rovfugle, der tiltrækkes af de store flokke samt fordi tagrørene efter nogle dages benyttelse brækker, så stæren kommer til at sidde med fødderne i vand. Om foråret ses sort sol i nogle få dage i marts/april, mens det om efteråret kan ses i en længere periode i september og oktober.

## Flokdannelse
Overnatningsflokkene i Tøndermarsken kan enkelte gange rumme op til en million fugle. Hvis de bliver større end 500.000 fugle, splittes de dog normalt op. Årsagen til, at stærene flyver i flok, kender man ikke præcist. En teori er, at stærene er nærsynede og har fremadrettede øjne, hvilket betyder, at de kan have vanskeligt ved at opdage fjender. Deres øjenplacering er ideel, når det drejer sig om at fokusere på en genstand, et fødeemne, foran sig, men mindre fordelagtig, når fjender skal opdages. I de store flokke er stærene formentlig bedre i stand til at afvise angreb fra rovfugle. 

### Rovfugle
Normalt lykkes det dog rovfugle at få fat i mange stære i de minutter, hvor fuglene samles til overnatning. Når en rovfugl flyver ind i flokken, reagerer stærene prompte med et bombardement af gylp og ekskrementer, hvilket i sjældne tilfælde kan få rovfuglens fjerdragt til at klæbe sammen, så den mister flyveevnen. To gange på 20 år skulle det være sket, at en ung duehøg er druknet, fordi den har befundet sig over vand.
Når stærene har sat sig til ro, kan det ske, at en stor hornugle går til angreb på de sovende stære. I det tilfælde opskræmmes alle fugle og overnatningsstedet opgives.

## Attraktion
De store stæreflokke er en attraktion, som trækker tusinder af mennesker til marsken. Også tusinder af gæs samles på de store, åbne arealer. Sammen med talrige andre vandfugle findes gæssene i marsken, hvor den vestligste del ligesom Vadehavet er gjort til EF-Fuglebeskyttelsesområde.